# A Vasember (film, 2007)
A Vasember (eredeti cím: The Invincible Iron Man) 2007-ben bemutatott amerikai animációs film a Marvel Comics hasonló nevű karaktere alapján. A filmet Patrick Archibald, Jay Oliva és Frank Paur rendezte, a forgatókönyvet Avi Arad, Greg Johnson és Craig Kyle írta, a zenét pedig Guy Michelmore szerezte. A történet a milliárdos Tony Starkról szól, aki felfegyverzett páncéljaival száll harcba egy ősi kínai uralkodóval. Az eredeti szinkronhangok közt megtalálható Marc Worden, Rodney Saulsberry, Fred Tatasciore, Gwendoline Yeo és John McCook.
Az Amerikai Egyesült Államokban 2007. január 23-án jelent meg DVD-n, Magyarországon a Budapest Film adta ki 2009. február 4-én.

## Cselekmény
A film elején Tony Stark cége, a Stark Industries ásatásokat végez Kínában egy ősi király, a Mandarin templománál, amit folyékony acél segítségével emelnek ki. Ez azonban hatalmas költségekbe kerül, és bár nagy szerződést kapnak a kínai kormánytól cserébe, az igazgatósági tanácsnak ezzel telt be a pohara véglegesen Tonyval.  Egy szavazás során felfüggesztik őt, amit apja, a céget vezető Howard Stark jóváhagy.
A templomot sikeresen kiemelik, ám ekkor rajtuk üt a Jáde Sárkány nevű terrorszervezet, akik átveszik a helyet és végeznek minden munkással, kivéve az ásatást felügyelő James Rhodes-szal, aki Tony személyes barátja. Őt azért hagyták életben, hogy magukhoz csalják Starkot, akit aztán elfognak, ám közben súlyosan megsebesül a férfi szíve. Stark életét Rhodeynak és egy Yinsen nevű férfinak köszönheti, ám immáron egy gép tartja őt életben. Stark Yinsentől megtudja, hogy a Jáde Sárkányok 3000 éven át igyekeztek rejtve hagyni a templomot, ugyanis annak kiemelésével felébredt a Mandarin négy elementális erővel rendelkező katonája. A négy harcos a Mandarin öt hatalmas erejű gyűrűjét próbálja megszerezni, amikkel feltámaszthatják a gonosz uralkodót.
A Sárkányok vezetője, Wong Chu egy hetet ad Starknak, hogy a cégétől megszerzett elemek segítségével egy olyan gépet építsen, ami az ásatás alatti acélt megsemmisíti, és hogy komolyan vegyék, lelövi Yinsent is. Stark és Rhodes dolgozni is kezdenek egy gépen, ám azt csak álcának használják, miközben titokban egy másik eszközt készítenek. Erre Wong-Chu rá is jön, azonban a Sárkányok egyik tagja, a feladatát rá nem éppen büszke apjától örökölt Li Mei végez vele. Ekkor egy csapat Sárkány támad rájuk, de Tony előjön a másik eszközben, egy acélból készített páncélban, amivel sikeresen megszökteti magát és Rhodesot. Eközben a Sárkányok a páncél miatt azt hiszik, hogy Tony a jóslatukban szereplő Vaslovag, aki egy végső harcban csap össze a Mandarinnal.
Amerikába visszatérve Starkot és Rhodest le akarják tartóztatni, mivel úgy hiszik, hogy ők adták el a Sárkányoknak az eltérített fegyvereket, így menekülniük kell. Stark asszisztense, Pepper Potts segítségével sikerül bejutniuk Tony irodájába, majd azon át egy titkos bázisára is. Ott kiderül, hogy Stark már régóta dolgozik a Kínában használt páncélokhoz hasonlókon, az egyiket pedig rögtön használnia is kell. Yinsen korábban ugyanis odaadott neki egy térképet a gyűrűk lelőhelyéről, az egyik pedig egy víz alatti templomot jelez, ahova oda is siet. A megérkezése után sikerül is végezni az egyik harcossal, ám a maradék három sikeresen megszökik a gyűrűvel, Tonynak pedig épphogy sikerül kimenekülnie onnan.
A következő gyűrűt egy vulkán mélyén rejtették el, ahol Tony végez két további harcossal, így már csak a földet irányító marad életben. Tőle megszerzi az egyik gyűrűt és elmenekül, ám közben a páncélja tönkre megy. Az épületbe már nem tud bejutni, ám Lin Mei segítségével sikerül ellopnia a Kínában használt páncélt, amit a repülőn hagyott. Azt használva a templomnál sikerül megölnie az utolsó harcost is és az összes gyűrűt megszeri. Ekkor viszont kiderül, hogy Lin Mei valójában a Mandarin leszármazottja és annak feltámasztásán dolgozik,  Tonyt viszont próbálja kizárni a dologból. Ő azonban nem hagyja annyiban, ezért Lin Mei ráuszítja a Mandarin agyaghadseregét, akikkel Stark sikeresen leszámol. Ezután azonban egy sárkány támad rá, akit a folyékony acél segítségével sikerül legyőznie. A templom mélyén Lin Mei sikeresen felébreszti a Mandarint, aki a lány testét használva próbálja megsemmisíteni Starkot, ezzel beteljesítve a próféciát. Tony azonban képes hatni a lány lelkére, így az elárulja a feladatát és a gyűrűket leszedve magáról visszaküldi a halálba a Mandarint, csakhogy ez az életébe kerül.
A céghez visszatérve Stark felvásárolja minden részvényüket, Rhodest pedig vezető pozícióba helyezi. Apjával sikerül rendezni viszonyukat, miközben a teljes cégvezetést magukénak tudják, a tanács többi tagját pedig kirúgják.

## Szereplők
| Szereplő                | Eredeti hang      | Magyar hang     |
| ----------------------- | ----------------- | --------------- |
| Tony Stark / Vasember   | Marc Worden       | Szatmári Attila |
| James "Rhodey" Rhodes   | Rodney Saulsberry | Jakab Csaba     |
| Lin Mei                 | Gwendoline Yeo    | Törtei Tünde    |
| Virginia "Pepper" Potts | Elisa Gabrielli   |                 |
| Howard Stark            | John McCook       | Balázsi Gyula   |
| Wong Chu                | James Sie         | Varga Tamás     |
| Mandarin                | Fred Tatasciore   |                 |
| Boyer                   | Stephen Mendillo  |                 |
| Drake ügynök            | John DeMita       | Kapácsy Miklós  |

## Magyar szinkron
További magyar hangok: Varga Tamás, Szokolay Ottó, Balázsi Gyula, Áron László
Magyar szöveg: Herold Ágnes
Hangmérnök: Steiner András
Vágó: Kocsis Judit
Gyártásvezető: Bogdán Anikó
Szinkronrendező: Balogh Mihály
A szinkront a TV2 és a Budapest Film megbízásából a Balog Mix stúdió készítette.